# Würgau
Würgau ist ein Gemeindeteil der Stadt Scheßlitz im oberfränkischen Landkreis Bamberg in Bayern. Würgau hat 345 Einwohner (Stand: 30. März 2022). Das Kirchdorf liegt am nordwestlichen Rand der Fränkischen Schweiz.

## Geschichte
Vermutlich entstand die Siedlung im 12. Jahrhundert; erste Erwähnungen waren um 1202 und 1302 anlässlich der Übergabe des Ortes an das Kloster Langheim durch die Herren von Truhendingen. Bis zum Bau der Kirche diente eine um 1505 geweihte Kapelle für Gottesdienste und Andachten.
Am 1. Mai 1978 wurde der Ort in die Stadt Scheßlitz eingegliedert.

## Kirche
Die Kirche St. Andreas ist eine katholische Filialkirche, die im Jahre 1733 von den Staffelsteiner Baumeistern König und Weber gebaut wurde.

## Lage und Straßenanbindung
Würgau liegt an der Bundesstraße 22 zwischen Scheßlitz und Steinfeld. Direkt am Ortsausgang in Richtung Hollfeld beginnt der Würgauer Berg, der jahrzehntelang als deutsche Bergrennstrecke bekannt war. Dort werden noch jährlich Gleichmäßigkeitsprüfungen gefahren. Besonders an Wochenenden war die kurvenreiche und grundlegend sanierte Straße ein beliebtes Ziel von Motorradfahrern. Inzwischen ist diese nach mehreren schweren Unfällen, verursacht durch überhöhte Geschwindigkeit, am Wochenende für Motorradfahrer gesperrt.

## Unternehmen

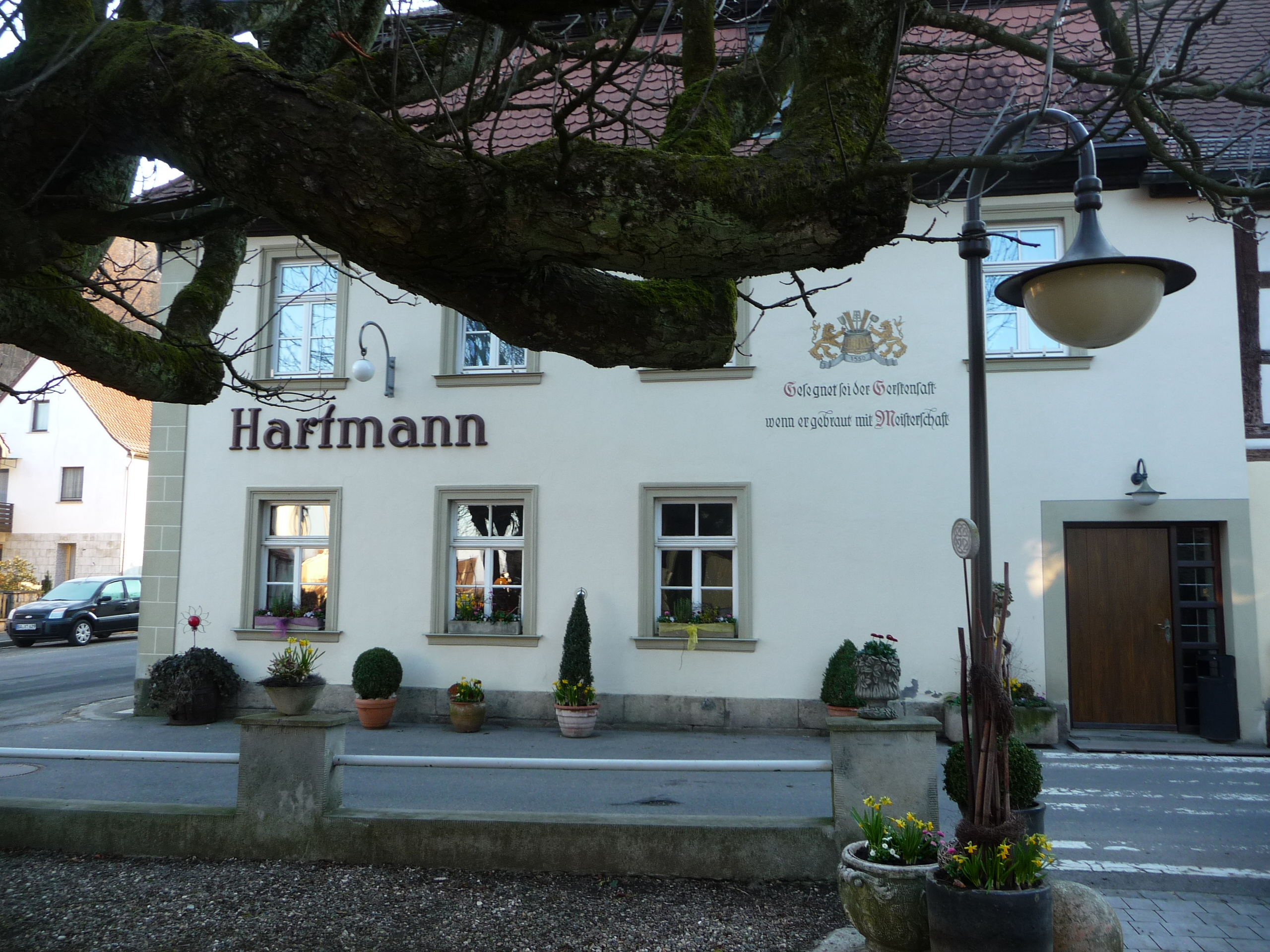
Brauerei Hartmann

Die Brauerei Hartmann, eine der größten Brauereien im Landkreis Bamberg, hat ihren Stammsitz in Würgau. Bis 2019 wurde hier Bier gebraut, dann wurde der Betrieb in Würgau stillgelegt. Hartmann ließ das Bier danach im Lohnbrauverfahren bei der Brauerei Göller in Zeil am Main brauen. 

## Klettern

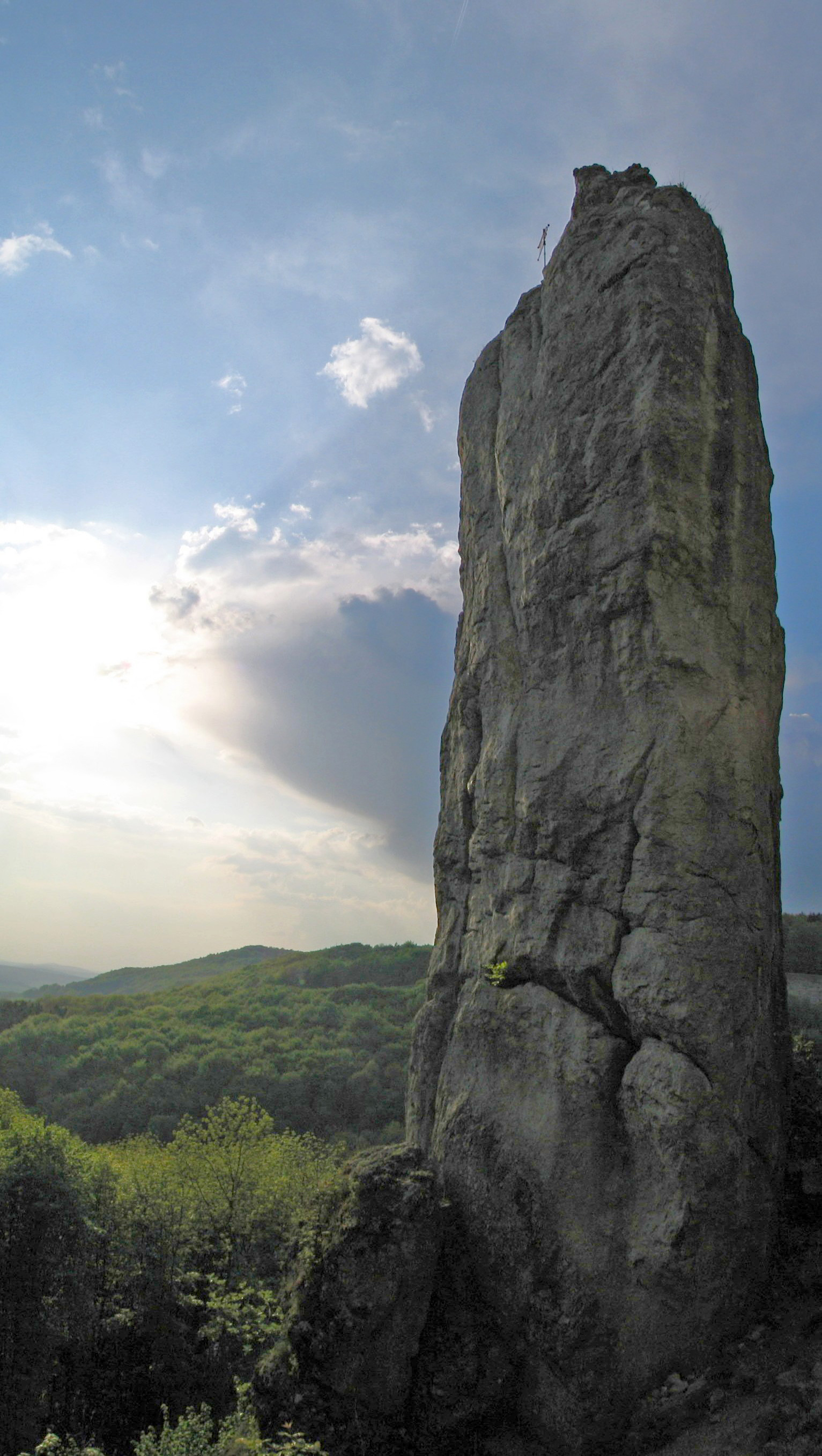
Kletterfelsen Nürnberger Turm

In der Umgebung von Würgau gibt es mehrere Klettermöglichkeiten: den Bamberger Turm, die Bayerl-Gedenkwand, die Bayreuther Wand, die Edelweißwand, die Fiechtlwand, die Frankenwand und die Würgauer Wand. Bedeutendstes Kletterziel ist der 1909 erstbestiegene freistehende Nürnberger Turm.